# Theretra insignis
Theretra insignis là một loài bướm đêm thuộc họ Sphingidae. Nó được tìm thấy ở Indonesia.
Nó rất giống với Theretra kuehni nhưng lớn hơn và cánh trước nhọn hơn.